# Das reife Alter

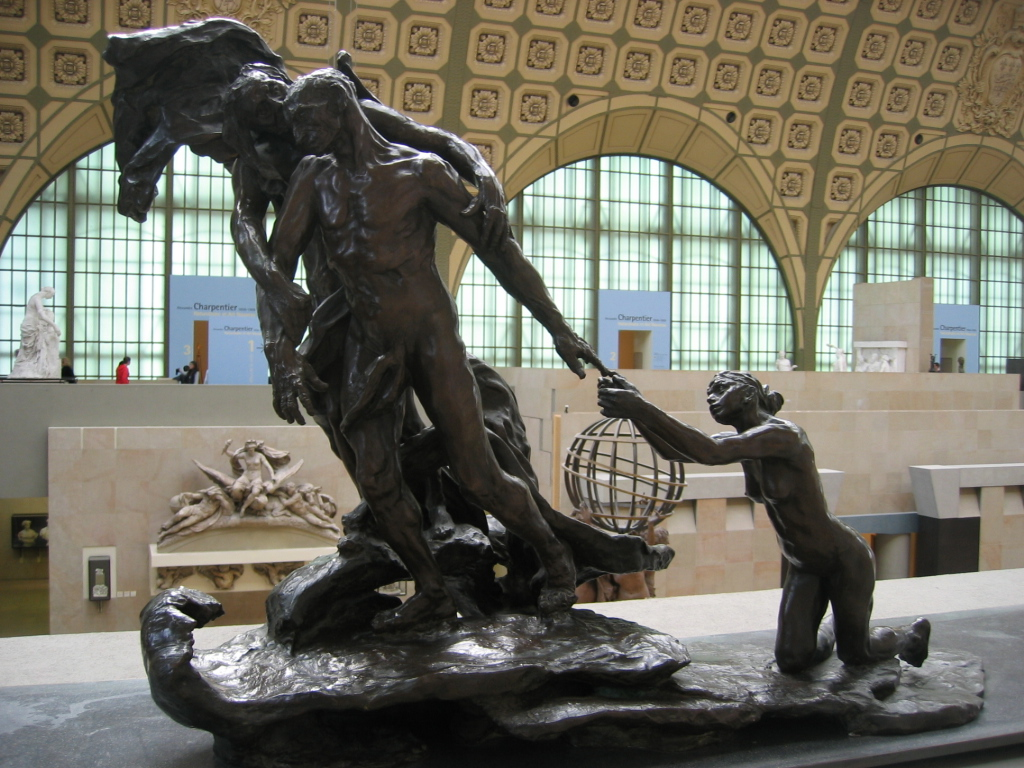
Camille Claudel: L’Âge mûr, Bronzeskulptur von 1902 im Musée d’Orsay

Das reife Alter (französisch L’Âge mûr) ist eine Skulptur der französischen Bildhauerin Camille Claudel, die in der Zeit zwischen 1893 und 1899 entstand. Die Figurengruppe zeigt eine junge Frau, die auf Knien versucht, ihren vom Alter gezeichneten Geliebten zurückzuhalten. Von der Skulptur wurden mehrere Bronzeabgüsse hergestellt, das Exemplar auf dem Bild entstand 1902 und gehört heute zur Sammlung des Pariser Musée d’Orsay, ein anderes von 1907 befindet sich im Musée Rodin.

## Hintergrund und Geschichte
Die Bildhauerin Claudel hatte eine Liebesbeziehung mit ihrem Lehrer Auguste Rodin, die aber in den frühen 1890er Jahren zerbrach. In der Zeit begann sich ihre psychische Erkrankung zu entwickeln, und sie zog sich immer mehr zurück. Rodin versuchte aber weiterhin, Claudel auch finanziell zu unterstützen und verschaffte ihr 1895 über den Direktor der Pariser Kunsthochschule noch einen Staatsauftrag. Das reife Alter war als Gipsmodell 1899 fertig gestellt und wurde auch im Salon der Société nationale des beaux-arts ausgestellt, aber Claudel gab es nicht heraus. Sie musste für die zugesagten 2500 Franc Honorar jahrelang kämpfen. Die Skulptur sollte auch in Bronze gegossen werden, aber dieser Auftrag wurde im Juni 1899 zurückgenommen. Erst im Jahr 1902 wurde von einem Capitaine Tissier der erste Bronzeabguss in Auftrag gegeben, der von der Gießerei Frères Thiebaut / Fumière et Gavignot, Paris gegossen wurde. Ein zweites Exemplar stellte der Bildgießer Frédéric Carvillani etwa 1907 her. Von der knienden, flehenden Frau formte Claudel eine separate Skulptur: L’Implorante (die Flehende), die 1894 unter dem Titel Le Dieu envolé (der entflogene Gott) ausgestellt wurde. L’Âge mûr ist die letzte größere bedeutende Arbeit von Claudel, die 1913 in eine psychiatrische Klinik eingeliefert wurde und dort die letzten 30 Jahre ihres Lebens verbrachte.

## Beschreibung
Die in Bronze gegossene dreiteilige Figurengruppe Das reife Alter aus dem Musée d’Orsay hat die Maße: Höhe 114, Breite 163 und Tiefe 72 cm. Das gesamte Ensemble wiegt etwa 350 kg. Bezeichnet ist das Werk vorn auf der Sockelstufe mit der Signatur: C. Claudel auf der Rückseite der Wellenform mit THIEBAUT FRERES/FUMIERE et GAVIGNOT/PARIS/1re Epreuve.

Camille Claudel: L’Implorante (Museo Soumaya)

Die dargestellte Szene zeigt eine kniende, flehende junge Camille Claudel, die versucht, ihren 24 Jahre älteren Geliebten Auguste Rodin zurückzuhalten. Rodin hingegen wird durch eine dicht neben ihm schreitende alte Frau, es handelt sich um seine karikiert dargestellte langjährige Lebensgefährtin Rose Beuret, von der er sich nie richtig trennen konnte, weggeführt. Die Figur wird von wehenden Draperien umgeben und schlingt ihre Arme um Rodins nackten Oberkörper. Der bereits vom Alter gezeichnete Mann scheint zwar noch zu zaudern, aber die ausgestreckten Hände Claudels berühren nicht mehr seinen leicht nach hinten gerichteten linken Arm, die Beziehung ist endgültig zerbrochen. In der ersten Version der Skulptur von 1894, die als grober Entwurf aus Gips erhalten ist, berührten sich die Hände der Figuren noch und die Körperhaltung des alten Mannes und seiner Begleiterin sind der knienden jungen Frau zugewandt, doch in der zweiten Version wurde die Distanz größer, es gibt keine Berührung mehr und die Pose Rodins und seiner Begleiterin strebt von Claudel weg. Die Figurengruppe ist ein höchst symbolträchtiges Werk, das den Betrachter zum Nachdenken über die menschliche Beziehung in Erotik, Liebe, Alter und Verfall anregt. In der knienden Figur wird die ganze Tragik des Schicksals von Camille Claudel deutlich.
Paul Claudel, der Bruder der Künstlerin, kommentierte das Werk mit den Worten: « Ma soeur Camille, implorante, humiliée à genoux, cette superbe, cette orgueilleuse, et savez-vous ce qui s’arrache à elle, en ce moment même, sous vos yeux, c’est son âme ». („Die Flehende, gedemütigt Knieende, meine stolze, großartige Schwester Camille, wissen Sie, was sich in dem Moment vor Ihren Augen von ihr losreißt? ihre Seele“).

## Verbleib der verschiedenen Versionen
Die erste ab 1893 von Claudel hergestellte Gipsform befindet sich heute im Pariser Musée Rodin. Der Verbleib der 1895 vom französischen Staat bestellten Arbeit ist unbekannt. Der erste Bronzeabguss, den der Capitaine Tissier herstellen ließ, blieb bis 1982 im Besitz der Sammlung André Tissier und kam dann an das Musée d’Orsay und die zweite, von Frédéric Carvillani etwa 1907 gegossene Version ging an das Musée Rodin.
Sechs (oder vier) Kopien in verkleinertem Maßstab (1/3), die der Dekorationsmaler, Kunsthändler, Kunstverleger und Sammler Eugène Blot herstellen ließ, sind bis auf das Exemplar 3/6 (im Musee Camille Claudel in Nogent-sur-Seine) und ein 2025 als Nachlass in einem Pariser Apartment wiedergefundenes, heute unauffindbar. Die in der Pariser Wohnung nach 15 Jahren Leerstand gefundene Version erbrachte auf einer Versteigerung einen Erlös von 3,1 Millionen Euro.
Die von Camille Claudel geformte Einzelfigur mit dem Titel L’Implorante wurde 20 mal in Originalgröße gegossen und 100 mal in verkleinerter Version.

## Ausstellungen der im Musée d’Orsay gezeigten Skulptur
- 1903: Salon de la Société des artistes français, Paris
- 1984: Camille Claudel (1864–1943), Paris und Poitiers
- 1985: Camille Claudel. Auguste Rodin. Dialogues d’artistes, Bern
- 1985: Anciens et Nouveaux: choix d’oeuvres acquises par l’Etat ou avec sa participation de 1981 à 1985, Paris
- 1988: L’Age mûr de Camille Claudel, Paris
- 2000: 1900, Paris
- 2004: Auguste Rodin, Anna Semjonowna Golubkina und Camille Claudel, Moskau
- 2014: Camille Claudel (1864–1943). Au miroir de l’art nouveau, Roubaix